# ピョートル・ミハウォフスキ
ピョートル・ミハウォフスキ（Piotr Michałowski, 1800年7月2日 - 1855年6月9日）は、ポーランド・ロマン主義の画家。肖像画や戦争画、馬をモチーフにした作品で知られる。幅広い教育背景の持ち主であり、社会活動家、法曹、都市行政官、クラクフ農業協会会長（1853年より）としても活動した。クラクフ国立博物館分館であるスキェニチェ美術館にはミハウォフスキの名にあやかった展示室があり、彼の作品を多く取り扱っている。

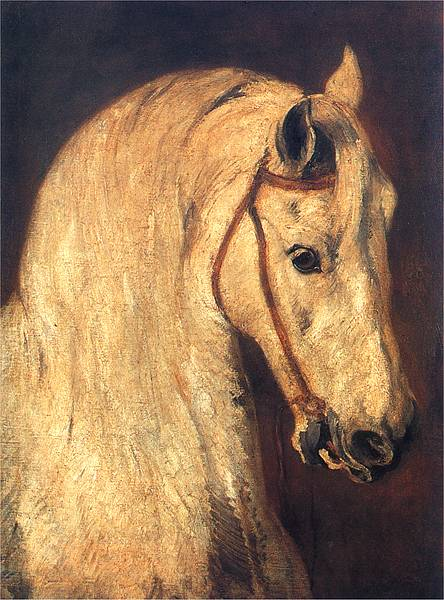
Glowa Konia 馬の頭の習作 ピョートル・ミハウォフスキ 1846年

## 生涯

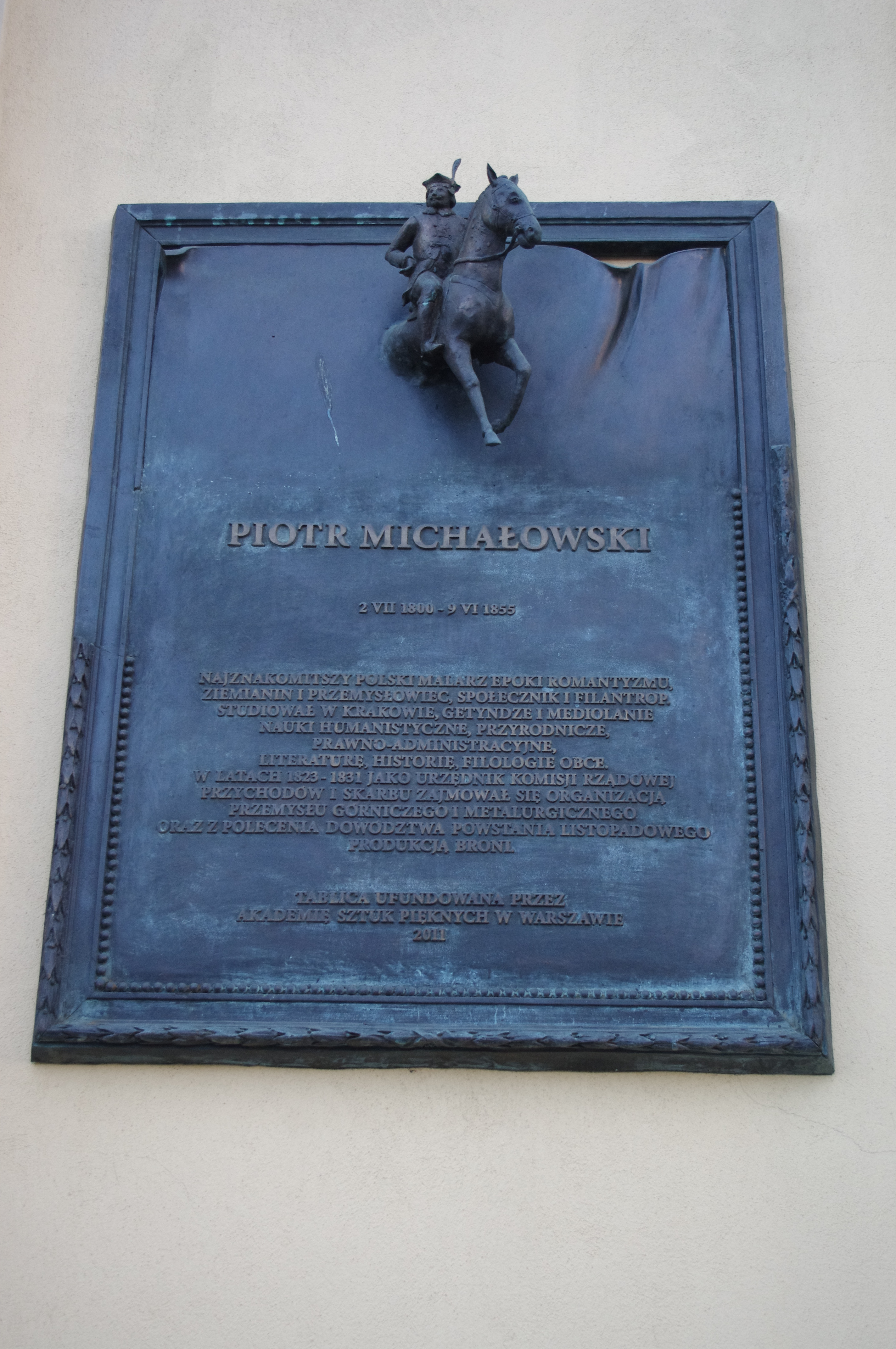
ワルシャワのバンクスクエア（英: Bank Square; 波: Plac Bankowyプラーツ・バンコヴ）にあるミハウォフスキの記念版

クラクフ周辺のクシュシュトフォジュチェにクラクフ共和国上院議員であった領主ヨゼフ・ミハウォフスキ（Józef Michałowski）の子として生まれる。ミハオ・スタホヴィチ、ヨゼフ・ブロドフスキ、フランチシェク・ランピなどの画家によって、13歳でその芸術的才能を見出されていた。ヤギェウォ大学において古典哲学や農業、数学など幅広く学業を修めたのちに、ゲッティンゲン大学では法学や歴史学を学んだ。
ロシア帝国の圧政に対する武装反乱である11月蜂起（1830–31年）の間、ポーランド軍需工場の運営補佐を務めたのち、配偶者であるユリア・オストロフスカ（Julia Ostrowska）と義父と共にフランス、パリへと亡命する。パリではニコラ＝トゥサン・シャルレのもとで絵画の勉強を続け（1832–35年）、テオドール・ジェリコーやレンブラント、ベラスケスらから多大な影響を受けた。馬を描いたミハウォフスキの水彩画はフランス国内で非常に有名になり、1833年にはイギリス、ドイツ、アメリカの画廊で取引されるようになった。
1835年にクラクフに戻り、1837年には家督のクシュシュトフォジュチェに居を移した。1848–53年にはクラクフ市行政官を務めた。1840–50年代には、馬を題材にした絵画や著名なロマン主義的作品『ソモシエラの戦い』（Battle of Somosierra; 1844–1855年、バリエーションあり）、『ナポレオンの観兵式』（Parade before Napoleon）やその他戦争画を含むドラマティックな風景画など数多の作品を残している。1948年にパブロ・ピカソがポーランドを訪れた際、ミハウォフスキの作品を見てこう叫んだという。「見ろ、画家だ！」

## ギャラリー
- 『ナポレオンの戦い』（Napoleonic battle）
- 『クラクフ分遣隊』（Contingent from Kraków）
- 『ソモシエラの戦い（英語版）』（Battle of Somosierra）
- 『ナポレオンの観兵式』（Napoleonic parade）
- Pocztylion
- 『馬に乗る芸術家の娘チェリナの肖像』（Portret córki artysty Celiny na koniu）1853

## 代表作
- Amazonka (1850–), 55 × 45 cm, ビャウィストク・ポドラシェ美術館（ポーランド語版）
- Apoteoza Napoleona (1846頃), 259 × 204,5 cm, ワルシャワ国立美術館
- Autoportret (1849–), 54 × 45 cm, ワルシャワ国立美術館
- Bitwa krakusów i studium konia (1830年頃), 60 × 86 cm, ポズナン国立博物館（英語版）
- Błękitni huzarzy (1837年頃), 53 × 65 cm, ビトム上シレジア博物館（ポーランド語版）
- Błękitny chłopiec (1850-55), 76 × 59,5 cm, カトヴィツェ・シレジア博物館（英語版）
- Jazda austriacka (1836), 49 × 63,5 cm, クラクフ国立博物館（英語版）
- Jeździec polski (Lisowczyk) (1841-45), 61 × 47,5 cm, ポズナン国立美術館
- Kardynał lub Mężczyzna w birecie (1846-48), 70 × 57 cm, クラクフ国立博物館
- Kobiety wiejskie (1840-48), 59 × 76,5 cm, クラクフ国立博物館
- Konny pocztylion (1832-35), 46 × 53 cm, クラクフ国立博物館
- Maksymilian Oborski na koniu (1824), 89 × 62 cm, クラクフ国立博物館
- Maksymilian Oborski w fezie (1840-48), 68 × 55,5 cm, クラクフ国立博物館
- Napoleon konno wydający rozkazy (1835-37), 71,5 × 57,5 cm, ヴロツワフ国立美術館（英語版）
- Napoleon na koniu (1830-40), 53 × 44 cm, ウッチ美術館（英語版） (ヘルプスト城)
- Paweł Popiel na koniu (1831-32), 53 × 44 cm, キェルツェ国立美術館（ポーランド語版）
- Portret chłopa w kapeluszu (1846-48), 52,7 × 35,5 cm, ワルシャワ国立美術館
- Portret córki artysty Celiny na koniu (1853年頃), 123 × 84,5 cm, ワルシャワ国立美術館
- Portret syna artysty z psem (1845-48), 94,3 × 68,5 cm, ワルシャワ国立美術館
- Portret syna na kucu (1842年頃), 82 × 61 cm, ワルシャワ国立美術館ワルシャワ国立美術館
- Przejazd artylerii przez rzekę (1844),年頃 69,3 × 90 cm, クラクフ国立博物館
- Samosierra (1844-55), 106 × 71 cm, クラクフ国立博物館
- Samosierra (po 1843), 50,5 × 44 cm, クラクフ国立博物館
- Seńko (1846-48), 62 × 46,5 cm, クラクフ国立博物館
- Starzec siedzący na stopniach (1837-40), 48 × 36 cm, クラクフ国立博物館
- Studium chłopca żydowskiego (1840-48), 60 × 40 cm, クラクフ国立博物館
- Studium głowy końskiej lub Łeb siwego konia (1846年頃), 94 × 72 cm, クラクフ国立博物館
- Szarża w wąwozie Somosierra (1837年頃), 81 × 65,5 cm, クラクフ国立博物館
- Wiarus I (1846), 82 × 65 cm, クラクフ国立博物館
- Wiarus II (1846), 82 × 66 cm, クラクフ国立博物館
- Wjazd do stajni (1844-46), 43 × 54 cm, グダニスク国立美術館（英語版）
- Żydzi (1845-55), 72 × 118 cm, クラクフ国立博物館

## 記念物
2012年11月28日、ポーランド国立銀行は以下のミハウォフスキ記念コインを発表した。
- 銀製にミラースタンプとタンポグラフィ（英語版） 20ズウォティ硬貨
- ノルディック・ゴールド製にスタンダード・スタンプ 2ズウォティ硬貨[2].